# Sia (Guiaro)
Pour les articles homonymes, voir Sia.
Sia est une commune rurale située dans le département de Guiaro de la province du Nahouri dans la région du Centre-Sud au Burkina Faso.

## Géographie
Isolé dans le département, Sia est situé à environ 30 km au Sud-Ouest de Guiaro.

## Santé et éducation
Sia accueille un dispensaire isolé tandis que le centre de soins le plus proche est le centre de santé et de promotion sociale (CSPS) de Boala.